# Плонкі
Плонкі (пол. Płonki) — село в Польщі, у гміні Курув Пулавського повіту Люблінського воєводства.
Населення — 804 особи (2011).

## Демографія
Демографічна структура станом на 31 березня 2011 року:
|          | Загалом | Допрацездатний вік | Працездатний вік | Постпрацездатний вік |
| -------- | ------- | ------------------ | ---------------- | -------------------- |
| Чоловіки | 404     | 81                 | 280              | 43                   |
| Жінки    | 400     | 78                 | 234              | 88                   |
| Разом    | 804     | 159                | 514              | 131                  |